# James Rhodes (pianista)
James Edward Rhodes (6 de março de 1975) é um pianista e escritor anglo-espanhol e ativista pela proteção de menores contra o abuso sexual na Espanha.

## Vida
James Edward Rhodes nasceu em uma família judia, de classe média, em St John's Wood, norte de Londres. Ele estudou na Arnold House School, uma escola particular preparatória para meninos. Lá, ele sofreu abuso sexual por parte de seu professor de educação física, que morreu antes que pudesse comparecer ao tribunal. Rhodes sofreu mental e fisicamente, incluindo lesões na coluna, distúrbios alimentares e TEPT.
Aos 7 anos, Rhodes encontrou uma fita cassete de Bach (Busoni Chaccone) no acervo musical de seu pai. Isso o motivou porque, "acima de tudo, isso o fez sentir que, mesmo que parecesse que o mundo realmente era um lugar hostil e terrível, não poderia ser tão ruim porque algo tão bonito existia nele." Ele aprendeu piano, mas reprovou a 3ª série.
Mudando-se primeiro para um internato local, ele foi educado na Harrow School, onde também foi professor de piano, desde os 13 anos. Foi durante este período que ele entrou no concurso BBC Young Musician of the Year, mas não conseguiu passar da segunda fase.
Em 1993, foi-lhe oferecida uma bolsa de estudos para a Guildhall School of Music and Drama.

## Carreira
Fã do pianista russo Grigory Sokolov, Rhodes escreveu ao agente musical de Sokolov, Franco Panozzo, na Itália, buscando informações de como se tornar um agente musical. Panozzo respondeu o contato, e depois que Rhodes lhe enviou uma garrafa de Champagne Krug, a dupla combinou de se encontrar na Itália. Depois de ouvir Rhodes tocar, Panozzo providenciou para que Rhodes tivesse aulas com o professor de piano Edoardo Strabbioli em Verona.
Em março de 2010, Rhodes se tornou o primeiro pianista clássico a assinar um contrato de gravação com a maior gravadora de rock do mundo, a Warner Bros.
Em 2011, Rhodes tornou-se um blogueiro de cultura no The Telegraph, e teve artigos publicados no The Guardian Music Blog, em 2013.
Produzido pelo seu selo, Signum Classics, Rhodes lançou seu 4º álbum, JIMMY: James Rhodes, gravado ao vivo no The Old Market Brighton, em maio de 2012. Desde então, ele lançou mais três álbuns. 
Em 2015, a autobiografia de Rhodes, Instrumental: A Memoir of Madness, Medication and Music, teve a publicação bloqueada por uma liminar judicial temporária solicitada por sua ex-esposa. Ela disse que a publicação do livro, que inclui detalhes de abuso sexual na infância, prejudicaria psicologicamente seus filhos. Em maio de 2015, a Suprema Corte decidiu que o livro se qualifica para proteção da liberdade de expressão, e suspendeu a liminar provisória.
Ele publicou mais três livros desde então: How to Play the Piano, em 2016; Fire on all Sides, em janeiro de 2018; 'James Rhodes' Playlist: The Rebels and Revolutionaries of Sound', em outubro de 2019.

## Ligações Externas
- James Rhodes – official site
- Signum Classics – official site
- James Rhodes official Telegraph Blog
- Don't Stop the Music, music education initiative with Channel 4